# Stolper Bär

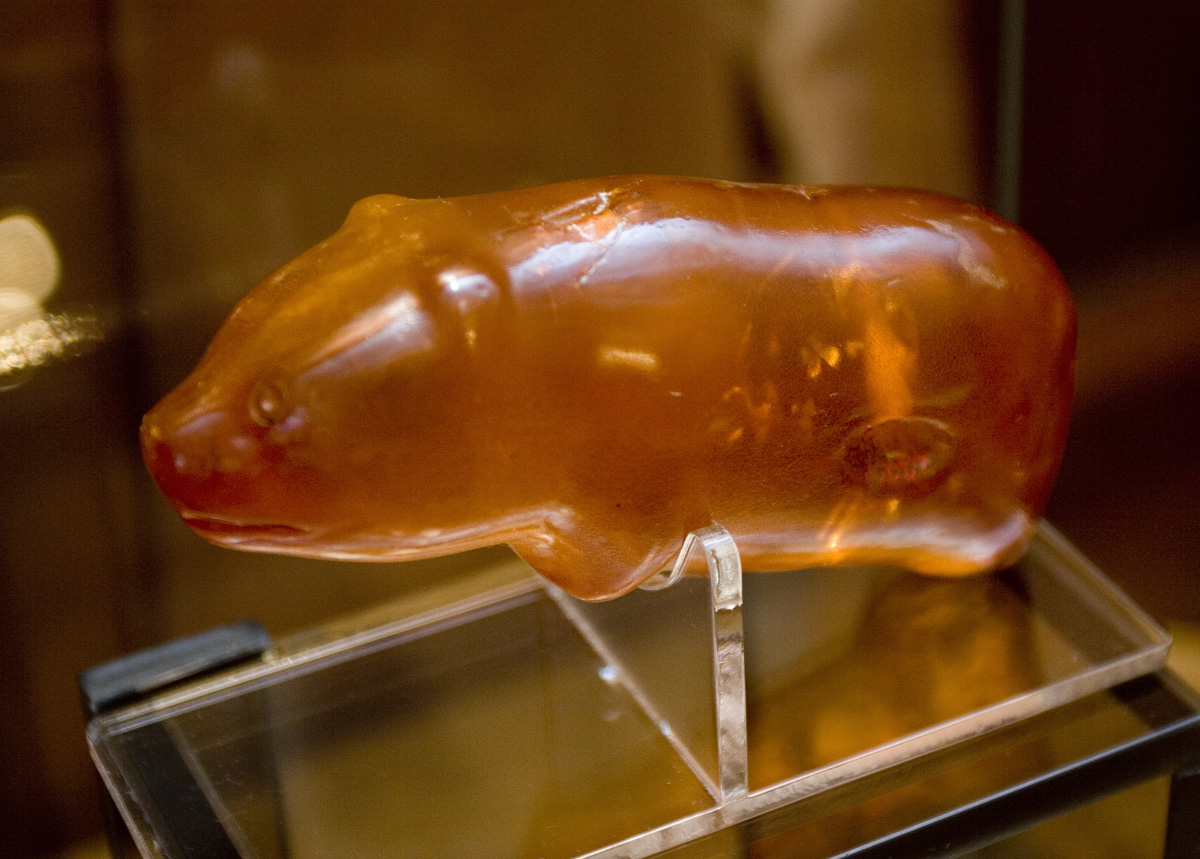
Das Original des Bären im Rathaus von Słupsk 2010

Der Stolper Bär ist eine Figur aus Bernstein. Sie ist nach ihrem Fundort nahe der heute polnischen Stadt Słupsk (deutsch Stolp) benannt. Daneben ging 2013 aus einem Wettbewerb die Koseform Słupcio (etwa: kleiner Kerl aus Słupsk) als Name hervor. Ursprünglich diente das mittel- oder jungsteinzeitliche Stück möglicherweise als Amulett.
Der Bär ist maximal 10,2 cm lang, 3,5 cm breit und 4,2 cm hoch. Sein Gewicht beträgt 85 Gramm. Das Material ist durchsichtig und honiggelb, die Oberfläche glatt und glänzend. Die Tiergestalt entstand durch Schnitzen und Polieren aus einem günstig geformten Stück Seebernstein, das eine natürliche Öffnung aufwies. Der Körper ist kompakt und massiv. Während die Beine als nur angedeutete Wülste gearbeitet wurden, zeigt der Kopf deutlich modellierte Ohren, eine Schnauze mit einem eingeschnitzten Maul und zwei Nasenlöchern sowie zwei kreisförmig eingefasste Augen. Die Öffnung befindet sich im hinteren Teil der Figur kurz vor dem Ansatz der Hinterbeine. Am Kopf fanden sich Reste einer dunklen Substanz, die auf eine ursprünglich partielle Bemalung von Augen, Nase und Maul hindeuten.
Die Figur ist nicht zweifelsfrei datierbar. Sowohl eine mesolithische als auch eine neolithische Herkunft wurde diskutiert, auch eine Verortung in die Metallzeit ist nicht ausgeschlossen. Parallelen bestehen nach Ansicht des Prähistorikers Thomas Terberger und von Jörg Ansorge am ehesten zu jütländischen Bernsteinbären, die der Maglemose-Kultur zugerechnet werden (8500–6500 v. Chr.). Obwohl es auch andere Deutungsversuche gab, etwa als Seehund oder Schwein, setzte sich die Ansprache der Bernsteinskulptur als Bär rasch durch. Dass sie an einem Band getragen wurde, beweisen Abriebspuren an beiden Seiten der Lochung; auch kann der Bär auf den Beinwülsten nicht stehen. Eine rein dekorative Funktion als Halsschmuck scheint dennoch wenig wahrscheinlich, da die Plastik, als Anhänger getragen, mit dem Kopf nach unten hängt und dem Betrachter den Rücken zeigt. Ihre charakteristische Silhouette entfaltet sie hingegen erst bei der Schrägansicht von vorn. Dieser Effekt wird erreicht, wenn sie beispielsweise in der Hand gehalten und so präsentiert wird. Eine magische Funktion legt auch die Bedeutung sowohl des Bären als auch des Bernsteins in der vorgeschichtlichen Vorstellungswelt nahe.
Ihre Entdeckung verdankt die Figur der Gesellschaft für Pommersche Geschichte und Alterthumskunde in Stettin, in deren Sammlung sie 1887 durch Ankauf gelangte. Über die Fundumstände ist nur bekannt, dass sie im Torf nahe der Stadt Stolp aufgedeckt worden war. Die Figur ist hervorragend erhalten, nach der Bergung wurde sie aber mit hoher Wahrscheinlichkeit von unbekannter Hand poliert und von der Torfpatina befreit. Die Gesellschaft lagerte später ihr Inventar mitsamt dem Stolper Bären im Museum der Provinzialsammlung Pommerscher Altertümer zu Stettin ein. Kurz vor dem Ende des Zweiten Weltkrieges gelangte der Bär bei einer Auslagerung in das Kulturhistorische Museum Stralsund. Dort wurde die Bezeichnung Bernsteinbär geprägt. Im Zuge eines deutsch-polnischen Kulturgüteraustausches in den Jahren 2007 bis 2009 wurde er wieder an das Stettiner Museum zurückgegeben.